# Шамаев, Павел Иванович
Павел Иванович Шамаев (6 августа 1898, Бухолово, Владимирская губерния — 17 октября 1943, Репкинский район, Черниговская область) — стрелок 1323-го стрелкового полка 415-й стрелковой дивизии 61-й армии Центрального фронта, красноармеец. Герой Советского Союза.

## Биография
Родился в 1898 году в селе Бухолово ныне Собинского района Владимирской области. Окончил четыре класса начальной школы.
В 1919 году добровольцем ушёл в Красную Армию. Принимал участие в Гражданской войне. Демобилизовался в 1920 году. Жил в деревне Филиппуши Суздальского района Владимирской области. Работал в колхозе.
Вторично призван в Красную Армию в 1941 году. В боях Великой Отечественной войны с августа 1941 года. Воевал на Донском и Центральном фронтах.
В сентябре 1943 года стрелок 1323-го стрелкового полка красноармеец П. И. Шамаев с группой бойцов переплыл Днепр в районе хутора Змеи Репкинского района Черниговской области и закрепился на правом берегу. Приняв командование группой, организовал отражение контратак противника и удержание захваченного рубежа. Когда отдельным вражеским автоматчикам удалось вплотную приблизиться к обороняющимся, Шамаев первым выскочил из укрытия и поднял за собой солдат. В этом бою он лично уничтожил 12 фашистов. В одном из октябрьских боев красноармеец Шамаев был тяжело ранен в грудь. Скончался в госпитале на третий день после операции, 28 сентября 1943 года. Похоронен в братской могиле в селе Мысы Репкинского района Черниговской области.
Указом Президиума Верховного Совета СССР «О присвоении звания Героя Советского Союза генералам, офицерскому, сержантскому и рядовому составу Красной Армии» от 15 января 1944 года за «образцовое выполнение боевых заданий командования на фронте борьбы с немецкими захватчиками и проявленными при этом отвагу и геройство» красноармейцу Шамаеву Павлу Ивановичу присвоено звание Героя Советского Союза.
Награждён орденом Ленина.
Память
В деревне Филиппуши Владимирской области на доме, в котором жил П. И. Шамаев, установлена мемориальная доска.
8 мая 2022 года в деревне Бухолово Собинского района был установлен памятный знак около родного дома Шамаева Павла Ивановича.